# Jezera na Koroškem (zvezna dežela)
V avstrijski zvezni deželi Koroški se nahajajo številna jezera in tako je nastal zbirni pojem koroška jezera oz. jezera na avstrijskem Koroškem, četudi gre za zelo raznolika jezera:  med njimi najdemo gorska jezera kot Belo jezero prav tako kot močvirnata jezera, med katere štejemo Preseško oz. Pazrijsko jezero v Ziljski dolini, nekatera imajo apnenec za podlago, druga starejše kristalinsko skalovje. Skoraj vsem je skupno to, da so nastala v ledeni dobi ter da so deloma močno okopnela in da so bogata s hranilnimi snovmi. Izjeme tvorijo po eni strani ribniki oz. jezera, ki so nastala iz gramoznih jam kot npr. t. i. Srebrno jezero (Silbersee) pri Beljaku ter po drugi strani pregradna jezera kot Boršt, ki so umetnega izvora.

## Opis
Skupna površina jezer na avstrijskem Koroškem v primerjavi z drugimi pokrajinami ni posebej velika. Značilna pa je raznolikost jezer na malem prostoru. Posebnost je zlasti dokaj visoka tempertatura površinskih voda v poletnem času. Zato so koroška jezera pomemben dejavnik v turizmu.
Na avstrijskem Koroškem je 1270 stoječih voda. Od teh je 670 na nadmorski višini nad 1000 m. nad Jadranom. Skupna površina vseh jezer je pribljižno 60 kvadratnih kilometrov; od teh pokrivajo štiri največja (Vrbsko jezero, Milštatsko jezero, Osojsko jezero in Belo jezero) 50 kvadratnih kilometrov. Baško jezero, Hodiško jezero in Klopinjsko jezero so veliki nad kvadratnim kilometrom. S svojimi 141 m globine je Milštatsko jezero najgloblje jezero avstrijske Koroške; drugo je jezero Oscheniksee s 116 m pred polnjenjem akumulacije ter Belo jezero z 99 m. Milštatsko jezero, ki zajame 1228 milijonov kubičnih metrov vode, je tudi jezero z največjo količino vode, in to še pred Vrbskim jezerom, ki zajame 840 milijonov kubičnih metrov vode.

## Nastanek jezer
Velika koroška jezera, ki zajamejo celotne doline (kot Vrbsko, Milštatsko ali Osojsko jezero), so večinoma nastala potem, ko so se na koncu ledene dobe umaknili ledeniki, vendar niso bila tvorjena zgolj kot rezultat akumulacije voda za naplavinami ledenikov, ampak so tektonske doline pogojevale njihovo oblikovanje. Nahajajo se torej v globokih skalnatih koritih, ki so bila še dodatno oblikovana od ledenikov. Zato tudi v vzhodnih predelih dežele (kot v Labotski dolini, kjer ni bilo ledenikov, tudi skorajda ni jezer.
Mala jezera v okolici Beljaka, kot npr. Šmadlensko jezero (Magdalensee), so nastala iz t. i. mrtvega ledu. Ko se je dravski ledenik umaknil, so ostali veliki bloki ledu med morenami, ki so deloma bili pokriti z gramozom, kar je njihovo tajenje upočasnilo. Na koncu pa so nastala v vdolbinah nekdanjega mrtvega ledu današnja mala jezera.
Večina velikih "dolinskih jezer" tudi niso vključena v rečne sisteme glavnih dolin, kar jih je tudi  obvarovalo od hitrejšega zasipanja. Hkrati pa so manjši dotoki zagotovili dolgo dobo menjave vode, kar je zopet omogočalo hitrejše zagrevanje poleti. Dokaj mala zaledja pa so razlog za razmeroma mala nihanja višine voda skozi leto. 
- Dolgo jezero
- Osojsko jezero
- Pogled na Baško jezero v smer Karavank z  Kepo oz. Jepo
- Hodiško jezero
- Milštatsko jezero

## Posebnosti

### Visoke poletne temperature
Večina jezer, ki so primerna za kopanje, ima ponavadi sredi junija temperaturo okoli 20 °C, ki jo pogosto ohranijo do septembra. Najvišje temperature imajo v drugi polovici julija.
Visoke tempertature koroških jezer so pogojene zaradi kombinacije dejavnikov: 
- nizek pretok,
- intenzivno sonce,
- malo vetra.

Ker moč vetra ne zadostuje, da bi segala do globinskih voda jezer, veter premeša le zgornje plasti voda. V toku zgodnjega poletja nastaja plast tople vode, ki sega pet do osem metrov v globino. Le-ta dosega večinoma temperature od 22 do 26 °C, v zalivih ali v bližini obale pa tudi temperature od 26 do 28 °C, ki niso redkost. To plast tople vode (znana pod strokovnim imenom epilimnion) ločuje globinsko plast mrzle vode (t. i. hipolimnion) prehodna plast (t. i. metalimnion), kjer temperatura v samo nekaj metrih pade na okoli 4 °C.
Jeseni izginja ta stratifikacija zaradi splošne ohladitve. Šele takrat lahko veter premeša vodo v celotnem jezeru (t. i. holomixis), vendar to ne velja za vsa jezera. Nekatera zaznamuje redko premešanje voda (t. i. meromixis).

### Meromixis
Pri nekaterih jezerih jesenska in pomladanska vetrna energija ne zadostujeta, da bi se premešala vsa voda. Tako ostaja globinska voda, ki skozi celo leto ni premešana. K tem jezerom štejemo Vrbsko jezero (plast premešanja voda 45-60 metrov), Milštatsko jezero (50-80 metrov), Belo jezero (40-60 metrov), Klopinsko jezero (30 metrov), Dolgo jezero (15 metrov) in Goggausee (8 metrov). Globina premešanja je odvisna od letnih klimatskih razmer. Ta fenomen (t. i. „meromixis“) je bil prvič opisan v 1930-ih letih pri koroških jezerih od Inga Findenegga.
Pomanjkanje premešanja pelje do popolnega pomanjkanja kisika v teh globinskih plasteh in torej tudi do pomanjkanja vsakršnega živalskega življenja. Hkrati to pomanjkanje kisika ni posledica onesnaženja voda, saj šteje npr. Belo jezero med najčistejša alpska jezera.

## Pregled
| slovensko ime                         | nemško ime                    | občina¹                    | površina (ha) | dolžina (km) | globina (m) | nadmorska višina (m n. J.) | posebnost                                                                                 |
| ------------------------------------- | ----------------------------- | -------------------------- | ------------- | ------------ | ----------- | -------------------------- | ----------------------------------------------------------------------------------------- |
| Baško jezero                          | Faaker See                    | Bekštanj                   | 220           |              | 30          | 554                        | privatno jezero, otok                                                                     |
| Belo jezero                           | Weißensee                     | Weißensee (Koroška)        | 653,1         | 11,6         | 99          | 930                        | ledeniško jezero, najvišje ležeče jezero za kopanje med velikimi koroškimi jezeri         |
| Boroveljsko pregradno jezero          | Ferlacher Badesee             | Borovlje                   | 6,74          |              | 10          | 420                        |                                                                                           |
| Borovniško jezero                     | Freibach-Stausee              | Sele                       |               |              |             |                            | rečna elektrarna                                                                          |
| Boršt (jezero)                        | Forstsee                      | Teholica                   | 29            | 1            | 35          | 601                        | akumulacijska elektrarna                                                                  |
| Breško jezero                         | Pirkdorfer See                | Bistrica pri Pliberku      | 3,5           |              |             |                            | gramozna jama oz. gramozni ribnik z naravnim pritokom                                     |
| Cobrško jezero                        | Afritzer See                  | Feld am See                | 48,79         | 1,3          | 22,5        | 752                        |                                                                                           |
|                                       | Dietrichsteiner See           | Trg na Koroškem            | 6             |              | 4           | 650                        | umetno jezero, sloveni se lahko kot Ditrihštajnsko jezero                                 |
| Dobiško jezero                        | Aichwaldsee                   | Bekštanj                   | 3,32          | 0,5          | 7,2         | 640                        |                                                                                           |
| Dolgo jezero                          | Längsee                       | Šentjurij ob Dolgem jezeru | 74,85         |              | 21,4        | 550                        |                                                                                           |
|                                       | Dösener See                   | Mallnitz (Malnica)         | 13            | 0,7          | 44          | 2270                       | karniško jezero, jezero ima ime po dolini Dösental, ki verjetno izvira iz slov. dežni dol |
|                                       | Egelsee                       | Špital ob Dravi            | 9,35          |              |             | 650                        |                                                                                           |
|                                       | Falkertsee                    | Reichenau                  | 4,32          |              | 13          | 1850                       |                                                                                           |
|                                       | Farchtensee                   | Špartjan                   | 11,72         |              | 8,3         | 985                        |                                                                                           |
|                                       | Flatschacher See              | Trg na Koroškem            | 3             |              | 3,4         | 680                        |                                                                                           |
|                                       | Flattnitzer See               | Flattnitz                  | 1,96          |              | 2,8         | 1400                       | tudi: Hemmasee                                                                            |
|                                       | Fleetsee                      | Beljak                     | 1,4           |              | 2,1         | 500                        |                                                                                           |
|                                       | Goggausee                     | Steuerberg                 | 11            |              | 12          | 775                        |                                                                                           |
| jezero v Goričji vasi                 | Hörzendorfer See              | Šentvid ob Glini           | 6,36          |              | 5           | 517                        |                                                                                           |
| Goslinsko jezero                      | Gösselsdorfer See             | Dobrla vas                 | 32            |              | 3           | 469                        |                                                                                           |
|                                       | Greifenburger Badesee         | Greifenburg                | 5             |              | 14,5        | 590                        |                                                                                           |
| Habnerjevo jezero                     | Hafnersee                     | Hodiše                     | 15,93         |              | 10          | 510                        |                                                                                           |
|                                       | Haidensee                     | Glanegg                    | 1,38          |              | 6           | 486                        | jezero je nastalo iz t. i. mrtvega ledu                                                   |
| Hodiško jezero                        | Keutschacher See              | Hodiše                     | 132,7         |              | 15,6        | 506                        | nudistični kamp                                                                           |
| Klopinjsko jezero                     | Klopeiner See                 | Škocjan v Podjuni          | 110,6         | 1,8          | 48          | 446                        | najbolj toplo Koroško jezero za kopanje                                                   |
|                                       | Kraiger See                   | Frauenstein                | 5,1           |              | 10          | 596                        |                                                                                           |
| Malo Jezero                           | Kleinsee                      | Škocjan v Podjuni          | 15            |              | 15          | 447                        | 20–40 m pas lokvanja in trsja                                                             |
|                                       | Maltschacher See              | Trg na Koroškem            | 12,9          |              | 6,7         | 594                        |                                                                                           |
| Milštatsko jezero, Miljsko jezero     | Millstätter See               | Milštat                    | 1328          | 11,8         | 141         | 588                        | najgloblje jezero z največjo količino vode                                                |
| Mlinarjev bajer (birt)                | Baßgeigensee                  | Hodiše                     | 2             |              |             | 515                        |                                                                                           |
| Možberški srednji bajer               | Moosburger Mitterteich        | Možberk                    | 17,35         |              | 3           | 510                        |                                                                                           |
| Možberški mlinski bajer               | Moosburger Mühlteich          | Možberk                    | 3,9           |              | 5           | 503                        |                                                                                           |
| Osojsko jezero                        | Ossiacher See                 | Osoje                      | 1078,5        | 10,2         | 52,6        | 501                        |                                                                                           |
| Rupratov bajer (birt)                 | Penkensee                     | Hodiše                     | 5,16          |              |             | 620                        |                                                                                           |
|                                       | Pöllaner Teich                | Pöllan                     |               |              |             |                            | [ 16 ] [ 17 ] [ 18 ] [ 19 ]                                                               |
| Preseško jezero tudi Pazrijsko jezero | Pressegger See                | Šmohor - Preseško jezero   | 55,28         |              | 13,7        | 560                        | ohranjen je močvirnati pas                                                                |
| Rjavško jezeroRijavško jezero         | Rauschelesee                  | Hodiše                     | 19,1          |              | 12          | 510                        |                                                                                           |
|                                       | Sankt Urbaner See             | Sankt Urban (Koroška)      | 9             |              | 3           | 745                        |                                                                                           |
| Srebrno jezero                        | Silbersee                     | Beljak                     | 14,3          |              | 7           | 492                        | gramozna jama oz. jezero                                                                  |
|                                       | Stappitzer See                | Mallnitz/Malnica           | 3,6           | 0,214        | 6           | 1273                       |                                                                                           |
| Strusnikov bajer                      | Strußnigteich                 | Možberk                    | 26            |              | 2           | 552                        | zasebna last, pod naravno zaščito                                                         |
| Šentlenartsko jezero                  | Leonharder See                | Beljak                     | 2,29          |              | 6,5         | 520                        |                                                                                           |
| Šmadlensko ali Tehanjsko jezero       | Magdalensee                   | Beljak                     | 14,11         |              | 5,2         | 486                        |                                                                                           |
| Špintikov bajer (birt)                | Spintik-Teiche, Spintikteiche | Hodiše                     | 79,82         | 0,4          |             | 560                        | naravni rezervat                                                                          |
| jezero v Tigrčah/Tigrško jezero       | Tigringer See                 | Tigrče                     | 26            |              | 2           | 554                        | nudistični kamp                                                                           |
|                                       | Turracher See                 | Reichenau                  | 19,43         |              | 33          | 1780                       | gorsko jezero                                                                             |
| Zablaško jezero                       | Turnersee                     | Škocjan v Podjuni          | 44,16         |              | 13          | 481                        | ohranjen je močvirnati pas                                                                |
| Zeleno jezero                         | Grünsee                       | Beljak                     | 1,76          |              | 6,6         | 490                        |                                                                                           |
| Vaško jezero                          | Vassacher See                 | Beljak                     | 4,43          |              | 10,2        | 520                        |                                                                                           |
| Volajsko jezero                       | Wolayer See                   |                            |               |              |             |                            | gorsko jezero na koroški strani Karnijskega glavnega grebena v bližini prelaza Plöcken    |
| Vrbsko jezero                         | Wörthersee                    | Celovec                    | 1939,75       | 16,5         | 85,2        | 439                        | največje koroško jezero                                                                   |
| Zajezersko jezero                     | Saisser See                   | Vrba                       | 1,33          |              | 6,6         | 593                        |                                                                                           |
| Zgornje jezero                        | Brennsee (Feldsee)            | Feld am See                | 41,2          |              | 26          | 740                        |                                                                                           |
|                                       | Zmulner See                   | Liebenfels (Bistrica)      | 1,82          |              | 7,5         | 523                        | jezero je nastalo iz t. i. mrtvega ledu                                                   |
| Ženeško jezero tudi Tihojsko jezero   | Sonnegger See                 | Žitara vas                 | 1,7           |              | 4,5         | 468                        | umetno kopalno jezero                                                                     |

¹ Kadar jezero pripada več občinam, je navedena najprej tista, po kateri ima jezero ime ali pa največja.
- Domnevna imena so označena v kurzivi.

## Zemljevidi
- V. Wieser, Vinko, B. Preisig, J. Pack: Kotmara vas: Horni Kompánj, Konják in Hudár : slovenska ledinska, krajinska in hišna imena/Köttmannsdorf: Horni Kompánj, Konják in Hudár : slowenische Flur-, Gebiets- und Hofnamen (Kartenmaterial), Hg. SPD Gorjanci, 2008; http://www.gorjanci.at;
- Košuta (Karte 1:20.000), Interesna skupnost selskih kmetov (ISSK)/ Interessensgemeinschaft der Zeller Bauern (Hg.), GeoInfoGraz. Graz 2008, http://www.kosuta.at/landkarte/ Arhivirano 2014-11-29 na Wayback Machine.;
- St. Margareten im Rosental/Šmarjeta v Rožu (zemljevid/Karte merilo/Maßstab 1:15.000), Hg. Kulturno društvo Šmarjeta-Apače/Kulturverein St. Margarete-Abtei und Slovenski narodopisni inštitut Urban Jarnik. Celovec 2011;
- Škofiče – Schiefling. Izdalo: Slovensko prosvetno društvo Edinost Škofiče / Hg. von: Slowenischer Kulturverein Edinost Schiefling, 2011.

## Spletne povezave
- Kärntner Institut für Seenforschung
- kakovost kopalnih voda koroških jezer Arhivirano 2014-12-28 na Wayback Machine.
- J. Turk: Slovenski toponimi v Karnijskih Alpah med Ziljsko dolino in Kanalsko dolino: http://www.gore-ljudje.net/novosti/72483/ (1.2012);
- Geopedia Slovenija http://www.geopedia.si Arhivirano 2017-07-29 na Wayback Machine. (12.2011);
- Kärnten Atlas - Das geografische Auskunftssystem der Kärntner Landesregierung (KAGIS): http://gis.ktn.gv.at/atlas/%5B%5D  (12.2011).